# Brita aan de piano
Brita aan de piano (Zweeds: Brita vid pianot) is een schilderij van de Zweedse kunstschilder en tekenaar Carl Larsson, gemaakt in 1908, met potlood, houtskool en aquarelverf op papier, 97 x 63 centimeter groot. Het toont Larssons dochter oefenend op de vleugel, geschilderd in een door de Japanse prentkunst beïnvloede stijl. Het werk bevindt zich thans in een privécollectie.

## Context
Larsson had een ongelukkige jeugd. In zijn autobiografie Jag ("Ik") beschrijft hij zijn vader als liefdeloos en onbeheerst: hij dronk, ging tekeer en haalde zich de levenslange wrok van zijn zoon op de hals door regelmatig te roepen: "Ik vervloek de dag waarop je geboren werd". Carls moeder daarentegen probeerde, ondanks haar permanente in de weer zijn, haar kinderen nog wat geborgenheid mee te geven. Zijn grootmoeder van moederszijde stilde zijn jeugdige fantasie met haar sprookjes.
Toen Larsson in 1882 trouwde met Karin Bergoo kwam zijn leven sterk in het teken te staan van zijn behoefte aan huiselijkheid, zoals hij die in zijn ongelukkige jeugd sporadisch had ervaren. Samen met zijn daadkrachtige vrouw verbouwde hij een door zijn schoonvader geschonken huis in Sundborn en kreeg hij zeven kinderen. Het gezin werd de kern van zijn bestaan en leefde nagenoeg geheel zelfvoorzienend. Ook de kinderen hielpen mee bij de agrarische en ambachtelijke werkzaamheden, maar hadden bijvoorbeeld ook elk een plekje in het huis, hoe klein ook, waar ze zich met een eigen liefhebberij konden bezighouden.
Onvermoeibaar zou Larsson zijn gezin in de jaren tussen 1890 en 1910 blijven portretteren. In 1899 en 1908 gaf hij twee prentenalbums met aquarellen uit die een impressie geven van zijn familieleven, de afzonderlijke gezinsleden en het alsmaar groeiende huis, met veel smaak ingericht en gedecoreerd door Karin, die eerder textielontwerpster was. Met zijn albums probeerde hij naar eigen zeggen "de smaak en het gezinsleven van de lezers te bevorderen". Daarbij anticipeerde hij op het idee van het totaalontwerp, waarbij hij alle kunstvormen alsook traditionele met modernistische elementen met elkaar probeerde te verenigen.
Brita aan de piano is overigens een op zichzelf staand schilderij, niet deel uitmakend van een album.

## Afbeelding
Brita aan de piano is een portret van Larssons vijfde kind Brita, op dat moment vijftien jaar oud. Ze oefent achter de vleugel binnen een voor Larsson enigszins sober aandoend interieur. De schilder omschrijft zijn dochter in zijn dagboek als bedeesd en verlegen, hetgeen hij tot uitdrukking brengt door haar bijna geheel verscholen te laten gaan achter het instrument.
Brita aan de piano is opgebouwd uit een aantal vlakken, aangevuld met complementaire accenten. De compositie wordt gedomineerd door een groot, afgesneden object op de voorgrond (de piano), waarachter het feitelijke onderwerp (Brita) zich grotendeels verborgen houdt. De objecten op het schilderij, zoals de stijlvolle stoelpoot en de muziekstandaard, zijn duidelijk omlijnd. Het werk heeft een sterk decoratief karakter, lichtelijk verwant aan de jugendstil, maar onderscheidt zich door de uitzonderlijke nadruk op sfeer, licht en schaduw.
Larsson werd in zijn werk na 1900, en daarmee dus ook in Brita aan de piano, sterk beïnvloed door de sierlijkheid en het intense kleurgebruik van de Japanse prentkunst. Steeds vaker zou hij zich bedienen van technieken uit de kunst van het houtsnijden, zoals het maken van afsnijdingen en het gebruik van lege ruimtes. Het kleurgebruik is extreem helder, fris en levendig, waarbij de kunstenaar de mogelijkheden van het aquarel ten volle benut. De vloer lijkt wel te blinken, hetgeen voor een huis rond 1900 hoogst ongebruikelijk was. Alle details zijn met zorg gerangschikt.
Het werk van Larsson kan op het eerste oog soms sentimenteel lijken, maar nadere beschouwing leert snel dat het deze kwalificatie ruimschoots overstijgt. Kunsthistorica Renate Puvogel schrijft hierover: "Terwijl zijn schildercollega's Anders Zorn en Edvard Munch de stilte en dramatiek van het Scandinavische landschap verbonden met menselijke thema's als liefde, dood, noodlot en burgerlijke revolutie, putte Larsson uitsluitend uit zijn eigen omgeving. Hij slaagde erin alledaagse gebeurtenissen en ervaringen te verheffen tot een intieme, poëtische wereld".